# Manchester City Football Club 2022-2023
Questa voce raccoglie le informazioni riguardanti il Manchester City Football Club nelle competizioni ufficiali della stagione 2022-2023.

## Stagione

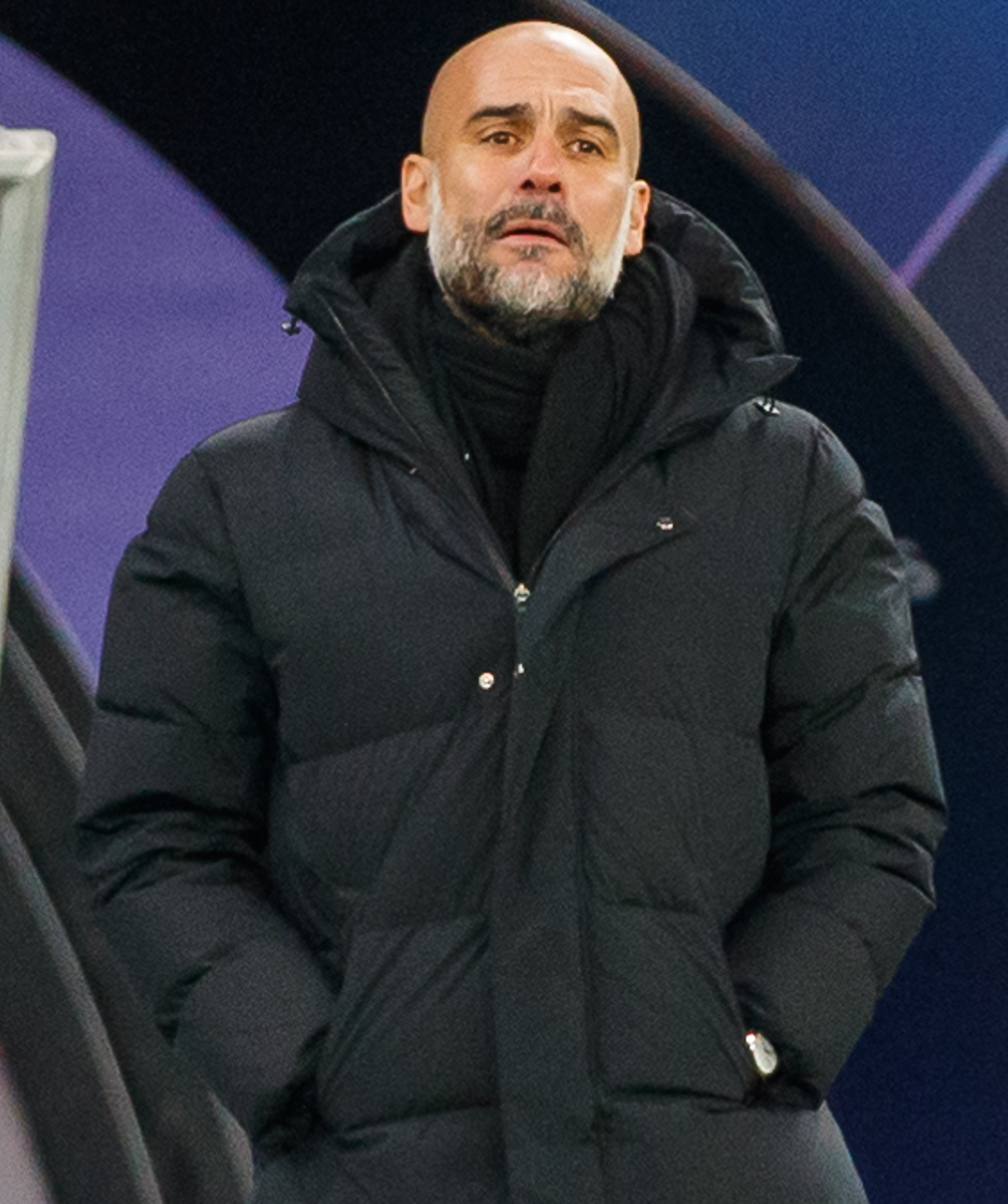
Josep Guardiola completa il treble, riuscito in precedenza solo ad un altro tecnico alla guida di un club inglese, Alex Ferguson con il nel 1999

. La stagione dei campioni d'Inghilterra in carica si apre con l'annuncio di un accordo con il Borussia Dortmund per l'acquisto del talento norvegese Erling Haaland, che viene finalizzato il 13 giugno. Pochi giorni dopo i Citizens mettono a segno un secondo colpo importante, acquistando il mediano Kalvin Phillips dal Leeds. Allo staff dell'allenatore si aggiunge Enzo Maresca, già allenatore della formazione Under-23, mentre Rodolfo Borrell diventa allenatore in seconda al posto di Juanma Lillo, passato sulla panchina dell'Al-Sadd. L'8 luglio si unisce alla squadra anche Julián Álvarez, giovane attaccante argentino già acquistato nella sessione invernale del mercato ed unico calciatore capace di segnare 6 reti nello stesso match nella Coppa Libertadores. Il mercato in entrata si chiude con due operazioni volte a rafforzare la difesa: vengono acquistati il terzino Sergio Gómez ed il difensore Manuel Akanji. Sul fronte delle uscite si segnalano le partenze di alcuni fra i giocatori più importanti delle recenti stagioni, come il capitano Fernandinho che lascia i Citizens dopo nove anni, e gli attaccanti Gabriel Jesus e Raheem Sterling, ceduti rispettivamente agli avversari dell'Arsenal e del Chelsea, a cui si aggiunge poi il terzino sinistro Oleksandr Zinčenko, passato anch'esso ai Gunners di Arteta. La stagione sportiva si apre con la sconfitta per 3-1 subita dal Liverpool, nella finale per assegnare il Community Shield. In campionato la squadra di Guardiola parte subito forte, battendo prima il West Ham Utd e poi il nepromosso Bournemouth. Dopo un pareggio in rimonta contro il Newcastle Utd i Citizens ottengono altre due vittorie contro Crystal Palace e Nottingham Forest, grazie anche a due triplette firmate da Haaland, che il 31 agosto raggiunge così la doppia cifra di reti. Nel mese successivo proseguono i risultati positivi, in particolare nel derby di Manchester (con lo United battuto nettamente per 6-3), che mantengono la squadra al secondo posto dietro all'Arsenal. Il tête-à-tête fra i due club prosegue per i due mesi successivi, con i londinesi che chiudono la prima parte di stagione con un vantaggio di cinque punti sui campioni in carica, sconfitti dal Brentford nell'ultima gara prima della pausa per i mondiali in Qatar.
Dopo la sosta, durante la quale Guardiola rinnova il contratto fino al 2025, la squadra riparte subito con una vittoria contro il Leeds Utd, grazie anche ad una doppietta del solito Haaland. Durante la sessione invernale di calciomercato la società saluta il terzino João Cancelo, ceduto in prestito al Bayern Monaco e si rafforza investendo sul giovane mediano Máximo Perrone. Nel girone di ritorno, iniziato con una sconfitta nel derby, il City inanella un notevole filotto di risultati utili consecutivi, che, grazie anche a una serie di passi falsi dei Gunners, conduce allo scontro diretto con i Citizens a cinque punti di distanza dai rivali. La gara si conclude con la vittoria per 4-1 degli uomini di Guardiola che riaprono definitivamente la corsa al titolo, con il vantaggio di due gare da recuperare. La certezza aritmetica della vittoria della Premier League giunge con tre giornate d'anticipo, con il City che approfitta della sconfitta dell'Arsenal in casa del Nottingham Forest e celebra il successo battendo in casa il Chelsea, prolungando a 24 partite la striscia di imbattibilità in tutte le competizioni. Il cammino in Coppa di Lega inizia subito con un sorteggio difficile per il City, che pesca i rivali del Chelsea, poi battuti 2-0 e prosegue contro i Reds di Klopp, sconfitti per 3-2. Raggiunti i quarti di finale la squadra viene eliminata clamorosamente dal Southampton disputando una delle prestazioni più brutte di tutta la stagione. Più fortunato è il percorso in FA Cup, dove i Citizens, dopo aver eliminato fra le altre anche il Chelsea e l'Arsenal, raggiungono la finale contro il Manchester Utd di Ten Hag. L'atto conclusivo della competizione va in scena il 3 giugno 2023 e vede la squadra di Guardiola conquistare il secondo trofeo della stagione. In Champions League il City si presenta ai nastri di partenza come una delle squadre favorite per la vittoria finale, e viene sorteggiato nel gruppo G con i tedeschi del Borussia Dortmund, gli spagnoli del Siviglia e i danesi del Copenaghen. I Citizens vincono il girone con 4 vittorie e 2 pareggi, accedendo così alla fase ad eliminazione diretta, dove incontrano i tedeschi del RB Lipsia. Il primo match contro i tori rossi, giocato in terra tedesca, si conclude con un pareggio per 1-1 che non risparmia all'allenatore diverse critiche, soprattutto per non aver effettuato nessuna sostituzione durante la partita, nonostante i diversi talenti rimasti in panchina. Il ritorno tuttavia vede i britannici imporsi con un netto 7-0, grazie anche ad una cinquina del bomber norvegese Haaland. Ai quarti di finale la formazione di Guardiola si trova a dover affrontare il Bayern Monaco, un'altra delle favorite alla vittoria finale. L'andata, giocata in casa, vede i Citizens imporsi per 3-0, mentre al ritorno, grazie ad un pareggio per 1-1 la squadra si qualifica alle semifinali per la terza edizione consecutiva, andando dunque ad affrontare gli spagnoli e campioni in carica del Real Madrid. Il passaggio del turno segna anche un importante record per Guardiola, che diventa il primo allenatore della storia a raggiungere per dieci volta le semifinali di Champions. Nelle semifinali i Citizens pareggiano per 1-1 in trasferta e si impongono per 4-0 in casa, guadagnandosi l'atto conclusivo della massima competizione europea contro l'Inter. Nella finale del 10 giugno ad Istanbul, il Manchester City supera l'Inter per 1-0 grazie ad un gol di Rodri e vince la prima Champions League della sua storia; i Citizens, inoltre, completano il treble, riuscito in precedenza solo ad un altro club inglese, il Manchester Utd nel 1999.

## Maglie e sponsor

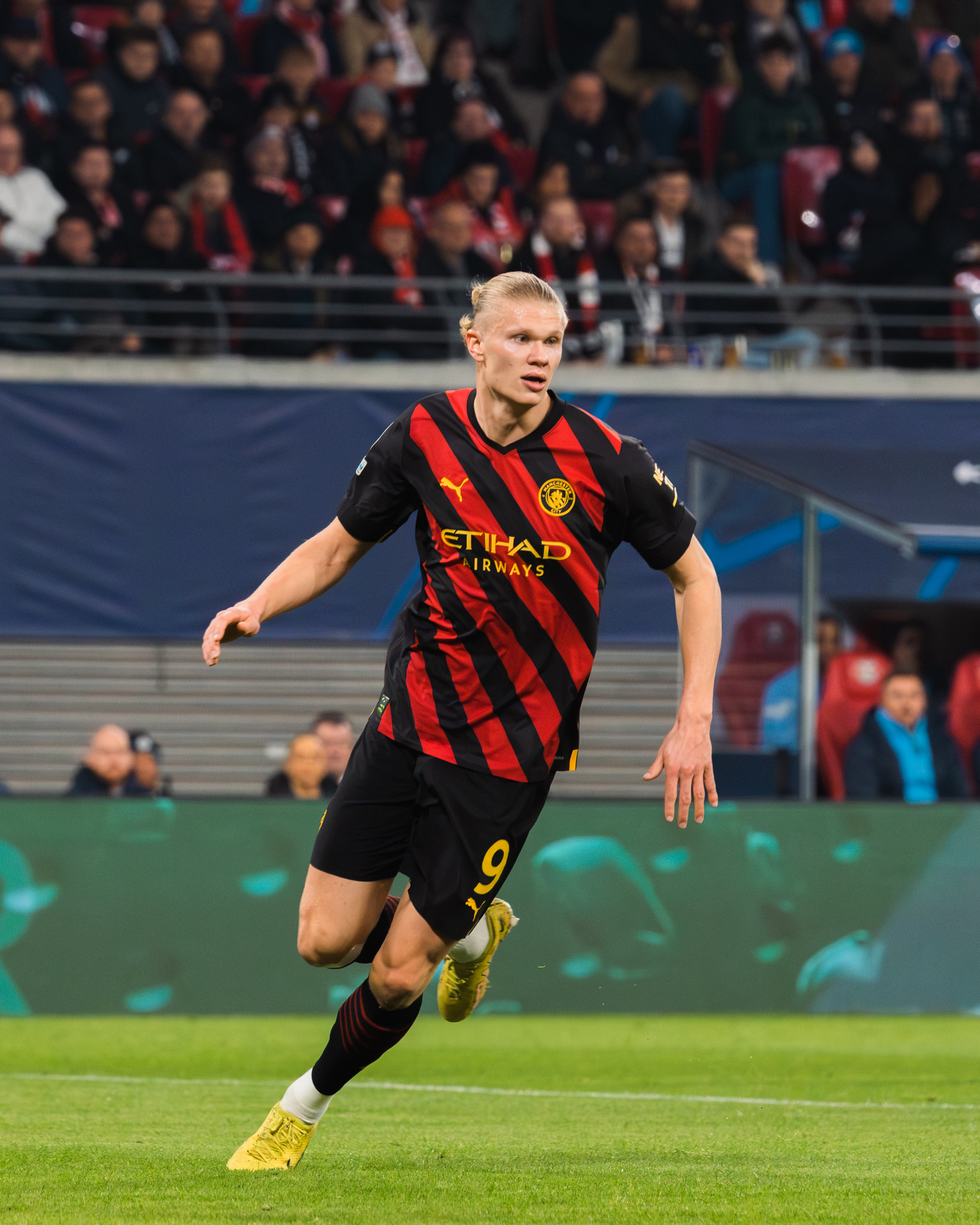
Erling Haaland con il completo da trasferta rossonero

. La Puma viene confermata come sponsor tecnico mentre quello ufficiale rimane Etihad Airways. La divisa casalinga, ispirata all'epoca d'oro del club a cavallo fra gli anni 1960 e agli anni 1970, è a tinta celeste con inserti granata e bianchi sul colletto a girocollo e sul bordo delle maniche. All’interno del colletto è stampato il disegno di una corona con la frase "The King", in omaggio di Colin Bell.. La divisa away, invece, ha righe oblique rosso-nere, simili a quelle della stagione 2011-2012, il colletto è a V e i loghi sono gialli. Sul retro c’è un riquadro nero per ospitare la stampa di nomi e numeri, in alto è stampata la nave presente nel logo del club nonché nello stemma cittadino.
|  | Casa | Trasferta | Terza divisa |

## Rosa
Rosa, numerazione e ruoli, tratti dal sito ufficiale, sono aggiornati al 31 gennaio 2023.
| N. |                        | Ruolo | Calciatore         |
| -- | ---------------------- | ----- | ------------------ |
| 2  | Inghilterra (bandiera) | D     | Kyle Walker        |
| 3  | Portogallo (bandiera)  | D     | Rúben Dias         |
| 4  | Inghilterra (bandiera) | C     | Kalvin Phillips    |
| 5  | Inghilterra (bandiera) | D     | John Stones        |
| 6  | Paesi Bassi (bandiera) | D     | Nathan Aké         |
| 7  | Portogallo (bandiera)  | D     | João Cancelo       |
| 8  | Germania (bandiera)    | C     | İlkay Gündoğan (C) |
| 9  | Norvegia (bandiera)    | A     | Erling Haaland     |
| 10 | Inghilterra (bandiera) | C     | Jack Grealish      |
| 14 | Spagna (bandiera)      | D     | Aymeric Laporte    |
| 16 | Spagna (bandiera)      | C     | Rodri              |
| 17 | Belgio (bandiera)      | C     | Kevin De Bruyne    |
| 18 | Germania (bandiera)    | P     | Stefan Ortega      |

| N. |                        | Ruolo | Calciatore          |
| -- | ---------------------- | ----- | ------------------- |
| 19 | Argentina (bandiera)   | A     | Julián Álvarez      |
| 20 | Portogallo (bandiera)  | C     | Bernardo Silva      |
| 21 | Spagna (bandiera)      | D     | Sergio Gómez        |
| 22 | Francia (bandiera)     | D     | Benjamin Mendy      |
| 25 | Svizzera (bandiera)    | D     | Manuel Akanji       |
| 26 | Algeria (bandiera)     | A     | Riyad Mahrez        |
| 31 | Brasile (bandiera)     | P     | Ederson             |
| 32 | Argentina (bandiera)   | C     | Máximo Perrone      |
| 33 | Inghilterra (bandiera) | P     | Scott Carson        |
| 47 | Inghilterra (bandiera) | C     | Phil Foden          |
| 80 | Inghilterra (bandiera) | C     | Cole Palmer         |
| 82 | Inghilterra (bandiera) | D     | Rico Lewis          |
| 97 | Inghilterra (bandiera) | D     | Josh Wilson-Esbrand |

## Calciomercato

### Sessione estiva
| Acquisti         | Acquisti         | Acquisti          | Acquisti                     |
| R.               | Nome             | da                | Modalità                     |
| ---------------- | ---------------- | ----------------- | ---------------------------- |
| P                | Stefan Ortega    | Arminia Bielefeld | gratuito                     |
| D                | Manuel Akanji    | Borussia Dortmund | definitivo (17,5 milioni €)  |
| D                | Sergio Gómez     | Anderlecht        | definitivo (13 milioni €)    |
| C                | Kalvin Phillips  | Leeds Utd         | definitivo (48,75 milioni €) |
| A                | Erling Haaland   | Borussia Dortmund | definitivo (60 milioni €)    |
| Altre operazioni |                  |                   |                              |
| R.               | Nome             | da                | Modalità                     |
| P                | Arijanet Murić   | Adana Demirspor   | fine prestito                |
| D                | Yan Couto        | Braga             | fine prestito                |
| D                | Yangel Herrera   | Espanyol          | fine prestito                |
| D                | Ko Itakura       | Schalke 04        | fine prestito                |
| D                | Issa Kaboré      | Troyes            | fine prestito                |
| D                | Pedro Porro      | Sporting Lisbona  | fine prestito                |
| D                | Diego Rosa       | Lommel            | fine prestito                |
| C                | Ante Palaversa   | Kortrijk          | fine prestito                |
| A                | Thomas Agyepong  | Lommel            | fine prestito                |
| A                | Julián Álvarez   | River Plate       | fine prestito                |
| A                | Daniel Arzani    | Lommel            | fine prestito                |
| A                | Nahuel Bustos    | Girona            | fine prestito                |
| A                | Ryotaro Meshino  | Estoril Praia     | fine prestito                |
| A                | Marlos Moreno    | Kortrijk          | fine prestito                |
| A                | Filip Stevanović | Heerenveen        | fine prestito                |

| Cessioni         | Cessioni           | Cessioni            | Cessioni                    |
| R.               | Nome               | a                   | Modalità                    |
| ---------------- | ------------------ | ------------------- | --------------------------- |
| D                | Oleksandr Zinčenko | Arsenal             | definitivo (35 milioni €)   |
| C                | Fernandinho        | Athl. Paranaense    | svincolato                  |
| A                | Gabriel Jesus      | Arsenal             | definitivo (52,2 milioni €) |
| A                | Raheem Sterling    | Chelsea             | definitivo (56,2 milioni €) |
| Altre operazioni |                    |                     |                             |
| R.               | Nome               | a                   | Modalità                    |
| P                | Arijanet Murić     | Burnley             | definitivo (2,94 milioni €) |
| P                | Zack Steffen       | Middlesbrough       | prestito                    |
| D                | Yan Couto          | Girona              | prestito                    |
| D                | Yangel Herrera     | Girona              | prestito                    |
| D                | Ko Itakura         | Borussia M'gladbach | definitivo (5 milioni €)    |
| D                | Issa Kaboré        | Olympique Marsiglia | prestito                    |
| D                | Pedro Porro        | Sporting Lisbona    | definitivo (8,5 milioni €)  |
| D                | Diego Rosa         | Vizela              | prestito                    |
| C                | Ante Palaversa     | Troyes              | prestito                    |
| A                | Thomas Agyepong    |                     | svincolato                  |
| A                | Daniel Arzani      | Macarthur           | svincolato                  |
| A                | Nahuel Bustos      | San Paolo           | prestito                    |
| A                | Liam Delap         | Stoke City          | prestito                    |
| A                | Kayky              | Paços Ferreira      | prestito                    |
| A                | Ryotaro Meshino    | Gamba Osaka         | svincolato                  |

### Sessione invernale
| Acquisti         | Acquisti       | Acquisti        | Acquisti                  |
| R.               | Nome           | da              | Modalità                  |
| ---------------- | -------------- | --------------- | ------------------------- |
| C                | Máximo Perrone | Vélez Sarsfield | definitivo (11 milioni €) |
| Altre operazioni |                |                 |                           |
| R.               | Nome           | da              | Modalità                  |
| D                | Diego Rosa     | Vizela          | fine prestito             |
| A                | Nahuel Bustos  | San Paolo       | fine prestito             |

| Cessioni         | Cessioni            | Cessioni      | Cessioni                         |
| R.               | Nome                | a             | Modalità                         |
| ---------------- | ------------------- | ------------- | -------------------------------- |
| D                | João Cancelo        | Bayern Monaco | prestito con diritto di riscatto |
| Altre operazioni |                     |               |                                  |
| R.               | Nome                | a             | Modalità                         |
| D                | Diego Rosa          | Bahia         | prestito                         |
| D                | Josh Wilson-Esbrand | Coventry City | prestito                         |
| A                | Nahuel Bustos       | Talleres (C)  | prestito                         |

## Risultati

### Premier League

#### Girone di andata
| Arbitro: | Oliver |

|  |           |                         |
|  | Marcatori | 36’ (rig.), 65’ Haaland |

| Arbitro: | Coote |

|                                                       |           |  |
| Gündoğan 19’ De Bruyne 31’ Foden 37’ Lerma 79’ (aut.) | Marcatori |  |

| Arbitro: | Gillett |

|                                     |           |                                   |
| Almirón 28’ Wilson 39’ Trippier 54’ | Marcatori | 5’ Gündoğan 60’ Haaland 64’ Silva |

| Arbitro: | England |

|                                 |           |                               |
| Silva 53’ Haaland 62’, 70’, 81’ | Marcatori | 4’ (aut.) Stones 21’ Andersen |

| Arbitro: | Tierney |

|                                                    |           |  |
| Haaland 12’, 23’, 38’ Cancelo 50’ Álvarez 65’, 87’ | Marcatori |  |

| Arbitro: | Hooper |

|            |           |             |
| Bailey 74’ | Marcatori | 50’ Haaland |

| Arbitro: | Hooper |

|                                         |           |                              |
| Álvarez 51’ Haaland 53’ Mahrez 63’, 90’ | Marcatori | 44’ Kulusevski 45+2’ Emerson |

| Arbitro: | Taylor |

|  |           |                                   |
|  | Marcatori | 1’ Grealish 16’ Haaland 69’ Foden |

| Arbitro: | Oliver |

|                                          |           |                                      |
| Haaland 34’, 37’, 64’ Foden 8’, 44’, 72’ | Marcatori | 56’ Antony 84’, 90+1’ (rig.) Martial |

| Arbitro: | Madley |

|                                              |           |  |
| Cancelo 20’ Foden 32’ Mahrez 49’ Haaland 65’ | Marcatori |  |

| Arbitro: | Taylor |

|           |           |  |
| Salah 76’ | Marcatori |  |

| Arbitro: | Taylor |

|                 |           |                                        |
| Saka 42’ (rig.) | Marcatori | 24’ De Bruyne 72’ Grealish 82’ Haaland |

| Arbitro: | Pawson |

|                                       |           |              |
| Haaland 22’, 43’ (rig.) De Bruyne 75’ | Marcatori | 53’ Trossard |

| Arbitro: | Jones |

|  |           |               |
|  | Marcatori | 49’ De Bruyne |

| Arbitro: | England |

|                                  |           |                    |
| Álvarez 16’ Haaland 90+5’ (rig.) | Marcatori | 28’ (rig.) Pereira |

| Arbitro: | Bankes |

|             |           |                  |
| Foden 45+1’ | Marcatori | 16’, 90+8’ Toney |

| Arbitro: | Attwell |

|             |           |                              |
| Struijk 73’ | Marcatori | 45+1’ Rodri 51’, 64’ Haaland |

| Arbitro: | Madley |

|             |           |          |
| Haaland 24’ | Marcatori | 64’ Gray |

| Arbitro: | Tierney |

|  |           |            |
|  | Marcatori | 63’ Mahrez |

#### Girone di ritorno
| Arbitro: | Attwell |

|                            |           |              |
| Fernandes 78’ Rashford 82’ | Marcatori | 60’ Grealish |

| Arbitro: | Coote |

|                              |           |  |
| Haaland 40’, 50’ (rig.), 54’ | Marcatori |  |

| Arbitro: | Madley |

|          |           |  |
| Kane 15’ | Marcatori |  |

| Arbitro: | Jones |

|                                           |           |             |
| Rodri 4’ Gündoğan 39’ Mahrez 45+1’ (rig.) | Marcatori | 61’ Watkins |

| Arbitro: | Scott |

|          |           |                    |
| Wood 84’ | Marcatori | 41’ Bernardo Silva |

| Arbitro: | Tierney |

|           |           |                                                     |
| Lerma 83’ | Marcatori | 15’ Álvarez 29’ Haaland 45’ Foden 51’ (aut.) Mepham |

| Arbitro: | Hooper |

|                     |           |  |
| Foden 15’ Silva 67’ | Marcatori |  |

| Arbitro: | Jones |

|  |           |                    |
|  | Marcatori | 78’ (rig.) Haaland |

| Arbitro: | Brooks |

|                               |           |  |
| Aké 49’ Haaland 70’ Foden 85’ | Marcatori |  |

| Arbitro: | Hooper |

|                                                     |           |           |
| Álvarez 27’ De Bruyne 46’ Gündoğan 53’ Grealish 74’ | Marcatori | 17’ Salah |

| Arbitro: | Jones |

|          |           |                                                  |
| Mara 72’ | Marcatori | 45’, 68’ Haaland 58’ Grealish 75’ (rig.) Álvarez |

| Arbitro: | England |

|                                   |           |               |
| Stones 5’ Haaland 13’ (rig.), 25’ | Marcatori | 75’ Iheanacho |

| Arbitro: | Hooper |

|            |           |           |
| Enciso 38’ | Marcatori | 25’ Foden |

| Arbitro: | Oliver |

|                                              |           |             |
| De Bruyne 7’, 54’ Stones 45+1’ Haaland 90+5’ | Marcatori | 86’ Holding |

| Arbitro: | Hooper |

|              |           |                               |
| Vinícius 15’ | Marcatori | 3’ (rig.) Haaland 36’ Álvarez |

| Arbitro: | Madley |

|                   |           |             |
| Gündoğan 19’, 27’ | Marcatori | 85’ Rodrigo |

| Arbitro: | Taylor |

|  |           |                               |
|  | Marcatori | 37’, 51’ Gündoğan 39’ Haaland |

| Arbitro: | Oliver |

|             |           |  |
| Álvarez 12’ | Marcatori |  |

| Arbitro: | Brooks |

|             |           |  |
| Pinnock 85’ | Marcatori |  |

### FA Cup
| Arbitro: | Jones |

|                                                     |           |  |
| Mahrez 23’, 85’ (rig.) Álvarez 30’ (rig.) Foden 38’ | Marcatori |  |

| Arbitro: | Tierney |

|         |           |  |
| Aké 64’ | Marcatori |  |

| Arbitro: | Marriner |

|  |           |                             |
|  | Marcatori | 7’, 74’ Foden 81’ De Bruyne |

| Arbitro: | Brooks |

|                                                   |           |  |
| Haaland 32’, 35’, 59’ Álvarez 62’, 73’ Palmer 68’ | Marcatori |  |

| Arbitro: | Attwell |

|                             |           |  |
| Mahrez 43’ (rig.), 61’, 66’ | Marcatori |  |

| Arbitro: | Tierney |

|                  |           |                      |
| Gündoğan 1’, 51’ | Marcatori | 33’ (rig.) Fernandes |

### EFL Cup
| Arbitro: | Hooper |

|                        |           |  |
| Mahrez 53’ Álvarez 58’ | Marcatori |  |

| Arbitro: | Coote |

|                                |           |                        |
| Haaland 10’ Mahrez 47’ Aké 58’ | Marcatori | 20’ Carvalho 48’ Salah |

| Arbitro: | Bankes |

|                      |           |  |
| Mara 23’ Djenepo 28’ | Marcatori |  |

### UEFA Champions League

#### Fase a gironi
| Arbitro: | Massa |

|  |           |                                       |
|  | Marcatori | 20’, 67’ Haaland 58’ Foden 90+2’ Dias |

| Arbitro: | Orsato |

|                        |           |                |
| Stones 80’ Haaland 84’ | Marcatori | 56’ Bellingham |

| Arbitro: | Rumšas |

|                                                                     |           |  |
| Haaland 7’, 32’ Khocholava 39’ (aut.) Mahrez 55’ (rig.) Álvarez 76’ | Marcatori |  |

| Copenaghen 11 ottobre 2022, ore 18:45 CEST 4ª giornata | Copenaghen  | 0 – 0 referto | Manchester City | Stadio Parken (35 447 spett.)\| Arbitro: \| Soares Dias \| |
| Arbitro:                                               | Soares Dias |               |                 |                                                            |

| Dortmund 25 ottobre 2022, ore 21:00 CEST 5ª giornata | Borussia Dortmund | 0 – 0 referto | Manchester City | Signal Iduna Park (81 000 spett.)\| Arbitro: \| Massa \| |
| Arbitro:                                             | Massa             |               |                 |                                                          |

| Arbitro: | Grinfeld |

|                                  |           |         |
| Lewis 52’ Álvarez 73’ Mahrez 83’ | Marcatori | 31’ Mir |

#### Fase ad eliminazione diretta
| Arbitro: | Gözübüyük |

|              |           |            |
| Gvardiol 70’ | Marcatori | 27’ Mahrez |

| Arbitro: | Vinčić |

|                                                                       |           |  |
| Haaland 22’ (rig.), 24’, 45+2’, 53’, 57’ Gündoğan 49’ De Bruyne 90+2’ | Marcatori |  |

| Arbitro: | Gil Manzano |

|                                 |           |  |
| Rodri 27’ Silva 70’ Haaland 76’ | Marcatori |  |

| Arbitro: | Turpin |

|                    |           |             |
| Kimmich 83’ (rig.) | Marcatori | 57’ Haaland |

| Arbitro: | Soares Dias |

|              |           |               |
| Vinícius 36’ | Marcatori | 67’ De Bruyne |

| Arbitro: | Marciniak |

|                                         |           |  |
| Silva 23’, 37’ Akanji 76’ Álvarez 90+1’ | Marcatori |  |

| Arbitro: | Marciniak |

|           |           |  |
| Rodri 68’ | Marcatori |  |

### Community Shield
| Arbitro: | Pawson |

|                                                   |           |             |
| Alexander-Arnold 21’ Salah 83’ (rig.) Núñez 90+4’ | Marcatori | 70’ Álvarez |

## Statistiche

### Statistiche di squadra
Statistiche aggiornate al 10 giugno 2023.
| Competizione     | Punti | In casa | In casa | In casa | In casa | In casa | In casa | In trasferta | In trasferta | In trasferta | In trasferta | In trasferta | In trasferta | Totale | Totale | Totale | Totale | Totale | Totale | DR   |
| Competizione     | Punti | G       | V       | N       | P       | Gf      | Gs      | G            | V            | N            | P            | Gf           | Gs           | G      | V      | N      | P      | Gf     | Gs     | DR   |
| ---------------- | ----- | ------- | ------- | ------- | ------- | ------- | ------- | ------------ | ------------ | ------------ | ------------ | ------------ | ------------ | ------ | ------ | ------ | ------ | ------ | ------ | ---- |
| Premier League   | 89    | 19      | 17      | 1       | 1       | 60      | 17      | 19           | 11           | 4            | 4            | 34           | 16           | 38     | 28     | 5      | 5      | 94     | 33     | +61  |
| FA Cup           | -     | 4       | 4       | 0       | 0       | 14      | 0       | 1            | 1            | 0            | 0            | 3            | 0            | 6      | 6      | 0      | 0      | 19     | 1      | +18  |
| League Cup       | -     | 2       | 2       | 0       | 0       | 5       | 2       | 1            | 0            | 0            | 1            | 0            | 2            | 3      | 2      | 0      | 1      | 5      | 4      | +1   |
| Champions League | 14    | 6       | 6       | 0       | 0       | 24      | 2       | 6            | 1            | 5            | 0            | 7            | 3            | 13     | 8      | 5      | 0      | 32     | 5      | +27  |
| Community Shield | -     | 0       | 0       | 0       | 0       | 0       | 0       | 0            | 0            | 0            | 0            | 0            | 0            | 1      | 0      | 0      | 1      | 1      | 3      | -2   |
| Totale           | -     | 31      | 29      | 1       | 1       | 103     | 21      | 27           | 13           | 9            | 5            | 44           | 21           | 61     | 44     | 10     | 7      | 151    | 46     | +105 |

### Andamento in campionato
| Giornata  | 1 | 2 | 3 | 4 | 5 | 6 | 7 | 8 | 9 | 10 | 11 | 12 | 13 | 14 | 15 | 16 | 17 | 18 | 19 | 20 | 21 | 22 | 23 | 24 | 25 | 26 | 27 | 28 | 29 | 30 | 31 | 32 | 33 | 34 | 35 | 36 | 37 | 38 |
| --------- | - | - | - | - | - | - | - | - | - | -- | -- | -- | -- | -- | -- | -- | -- | -- | -- | -- | -- | -- | -- | -- | -- | -- | -- | -- | -- | -- | -- | -- | -- | -- | -- | -- | -- | -- |
| Luogo     | T | C | T | C | C | T | C | T | C | C  | T  | T  | C  | T  | C  | C  | T  | C  | T  | T  | C  | T  | C  | T  | T  | C  | T  | C  | C  | T  | C  | T  | C  | T  | C  | T  | C  | T  |
| Risultato | V | V | N | V | V | N | V | V | V | V  | P  | V  | V  | V  | V  | P  | V  | N  | V  | P  | V  | P  | V  | N  | V  | V  | V  | V  | V  | V  | V  | N  | V  | V  | V  | V  | V  | P  |
| Posizione | 1 | 1 | 2 | 2 | 2 | 2 | 2 | 2 | 2 | 2  | 2  | 2  | 2  | 2  | 2  | 2  | 2  | 2  | 2  | 2  | 2  | 2  | 2  | 2  | 2  | 2  | 2  | 2  | 2  | 2  | 2  | 1  | 2  | 2  | 1  | 1  | 1  | 1  |

Legenda:

Luogo: C = Casa; T = Trasferta. Risultato: V = Vittoria; N = Pareggio; P = Sconfitta.

### Statistiche dei giocatori
Sono in corsivo i calciatori che hanno lasciato la società a stagione in corso.
| Giocatore         | Premier League | Premier League | Premier League | Premier League | FA Cup Football League Cup | FA Cup Football League Cup | FA Cup Football League Cup | FA Cup Football League Cup | UEFA Champions League | UEFA Champions League | UEFA Champions League | UEFA Champions League | Community Shield | Community Shield | Community Shield | Community Shield | Totale   | Totale | Totale      | Totale     |
| Giocatore         | Presenze       | Reti           | Ammonizioni    | Espulsioni     | Presenze                   | Reti                       | Ammonizioni                | Espulsioni                 | Presenze              | Reti                  | Ammonizioni           | Espulsioni            | Presenze         | Reti             | Ammonizioni      | Espulsioni       | Presenze | Reti   | Ammonizioni | Espulsioni |
| ----------------- | -------------- | -------------- | -------------- | -------------- | -------------------------- | -------------------------- | -------------------------- | -------------------------- | --------------------- | --------------------- | --------------------- | --------------------- | ---------------- | ---------------- | ---------------- | ---------------- | -------- | ------ | ----------- | ---------- |
| M. Akanji         | 29             | 0              | 2              | 0              | 6+2                        | 0                          | 0                          | 0                          | 11                    | 1                     | 2                     | 0                     | 0                | 0                | 0                | 0                | 48       | 1      | 4           | 0          |
| N. Aké            | 26             | 1              | 2              | 0              | 3+3                        | 1+1                        | 0                          | 0                          | 8                     | 0                     | 1                     | 0                     | 1                | 0                | 0                | 0                | 41       | 3      | 3           | 0          |
| J. Álvarez        | 31             | 9              | 0              | 0              | 5+2                        | 3+1                        | 0                          | 0                          | 10                    | 3                     | 1                     | 0                     | 1                | 1                | 0                | 0                | 49       | 17     | 1           | 0          |
| J. Cancelo        | 17             | 2              | 3              | 1              | 1+1                        | 0                          | 1                          | 0                          | 6                     | 0                     | 1                     | 0                     | 1                | 0                | 0                | 0                | 26       | 2      | 5           | 1          |
| S. Carson         | 0              | 0              | 0              | 0              | 0                          | 0                          | 0                          | 0                          | 0                     | 0                     | 0                     | 0                     | 0                | 0                | 0                | 0                | 0        | 0      | 0           | 0          |
| S. Charles        | 1              | 0              | 0              | 0              | 0                          | 0                          | 0                          | 0                          | 0                     | 0                     | 0                     | 0                     | 0                | 0                | 0                | 0                | 1        | 0      | 0           | 0          |
| K. De Bruyne      | 32             | 7              | 1              | 0              | 4+2                        | 1+0                        | 0                          | 0                          | 10                    | 2                     | 1                     | 0                     | 1                | 0                | 0                | 0                | 49       | 10     | 2           | 0          |
| R. Dias           | 26             | 0              | 3              | 0              | 3+1                        | 0                          | 0                          | 0                          | 12                    | 1                     | 2                     | 0                     | 1                | 0                | 1                | 0                | 43       | 1      | 6           | 0          |
| Ederson           | 35             | -32            | 3              | 0              | 1+0                        | 0                          | 0                          | 0                          | 11                    | -4                    | 2                     | 0                     | 1                | -3               | 0                | 0                | 48       | -39    | 5           | 0          |
| P. Foden          | 32             | 11             | 1              | 0              | 5+2                        | 3+0                        | 1+0                        | 0                          | 8                     | 1                     | 1                     | 0                     | 1                | 0                | 0                | 0                | 48       | 15     | 3           | 0          |
| S. Gómez          | 12             | 0              | 0              | 0              | 4+2                        | 0                          | 0                          | 0                          | 5                     | 0                     | 0                     | 1                     | 0                | 0                | 0                | 0                | 23       | 0      | 0           | 1          |
| J. Grealish       | 28             | 5              | 3              | 0              | 5+3                        | 0                          | 0+1                        | 0                          | 13                    | 0                     | 1                     | 0                     | 1                | 0                | 0                | 0                | 50       | 5      | 5           | 0          |
| İ. Gündoğan       | 31             | 8              | 0              | 0              | 3+3                        | 2+0                        | 1+0                        | 0                          | 13                    | 1                     | 4                     | 0                     | 1                | 0                | 0                | 0                | 51       | 11     | 5           | 0          |
| E. Haaland        | 35             | 36             | 5              | 0              | 4+2                        | 3+1                        | 0                          | 0                          | 11                    | 12                    | 1                     | 0                     | 1                | 0                | 0                | 0                | 53       | 52     | 6           | 0          |
| A. Laporte        | 12             | 0              | 0              | 0              | 5+3                        | 0                          | 0                          | 0                          | 4                     | 0                     | 1                     | 0                     | 0                | 0                | 0                | 0                | 24       | 0      | 1           | 0          |
| R. Lewis          | 14             | 0              | 1              | 0              | 5+2                        | 0                          | 0                          | 0                          | 2                     | 1                     | 0                     | 0                     | 0                | 0                | 0                | 0                | 23       | 1      | 1           | 0          |
| R. Mahrez         | 30             | 5              | 2              | 0              | 5+2                        | 5+2                        | 0                          | 0                          | 9                     | 3                     | 0                     | 0                     | 1                | 0                | 0                | 0                | 47       | 15     | 2           | 0          |
| B. Mendy          | 0              | 0              | 0              | 0              | 0                          | 0                          | 0                          | 0                          | 0                     | 0                     | 0                     | 0                     | 0                | 0                | 0                | 0                | 0        | 0      | 0           | 0          |
| S. Ortega         | 3              | -1             | 0              | 0              | 6+3                        | -1+-2                      | 1+0                        | 0                          | 2                     | -1                    | 0                     | 0                     | 0                | 0                | 0                | 0                | 14       | -5     | 1           | 0          |
| C. Palmer         | 14             | 0              | 1              | 0              | 4+3                        | 1+0                        | 0                          | 0                          | 4                     | 0                     | 0                     | 0                     | 0                | 0                | 0                | 0                | 25       | 1      | 1           | 0          |
| M. Perrone        | 1              | 0              | 0              | 0              | 1+0                        | 0                          | 0                          | 0                          | 0                     | 0                     | 0                     | 0                     | 0                | 0                | 0                | 0                | 2        | 0      | 0           | 0          |
| K. Phillips       | 12             | 0              | 1              | 0              | 4+2                        | 0                          | 0                          | 0                          | 3                     | 0                     | 0                     | 0                     | 0                | 0                | 0                | 0                | 21       | 0      | 1           | 0          |
| Rodri             | 36             | 2              | 5              | 0              | 4+3                        | 0                          | 2+1                        | 0                          | 12                    | 2                     | 1                     | 0                     | 1                | 0                | 0                | 0                | 56       | 4      | 9           | 0          |
| B. Silva          | 34             | 4              | 5              | 0              | 5+2                        | 0                          | 2+0                        | 0                          | 13                    | 3                     | 2                     | 0                     | 1                | 0                | 0                | 0                | 55       | 7      | 9           | 0          |
| J. Stones         | 23             | 2              | 2              | 0              | 2+1                        | 0                          | 0                          | 0                          | 8                     | 1                     | 0                     | 0                     | 0                | 0                | 0                | 0                | 34       | 3      | 2           | 0          |
| K. Walker         | 27             | 0              | 3              | 0              | 5+1                        | 0                          | 0                          | 0                          | 5                     | 0                     | 0                     | 0                     | 1                | 0                | 0                | 0                | 39       | 0      | 3           | 0          |
| J. Wilson-Esbrand | 0              | 0              | 0              | 0              | 0                          | 0                          | 0                          | 0                          | 2                     | 0                     | 0                     | 0                     | 0                | 0                | 0                | 0                | 2        | 0      | 0           | 0          |